# Mój Boże, pomóż mi przetrwać tę śmiertelną miłość
Mój Boże, pomóż mi przetrwać tę śmiertelną miłość (ros. Го́споди! Помоги́ мне вы́жить среди́ э́той сме́ртной любви́, niem. Mein Gott, hilf mir, diese tödliche Liebe zu überleben), praca również jest znana pod tytułem „Braterski pocałunek” (ros. Братский поцелуй, niem. Bruderkuss) – graffiti, wykonane przez rosyjskiego artystę street-artu Dmitrija Wrubla na zachowanym fragmencie Muru Berlińskiego, powstałe w 1990 roku w Berlinie.
Praca przedstawia Leonida Breżniewa i Ericha Honeckera w socjalistycznym braterskim pocałunku. Graffiti powstało na podstawie fotografii, którą w 1979 roku wykonał francuski fotograf Regis Bossu, podczas obchodów 30. rocznicy powstania Niemieckiej Republiki Demokratycznej.
W 2009 roku praca została zniszczona, po czym była ponownie odtworzona przez Dmitrija Wrubla.